# Арденны (фильм)
Арденны (нидерл. D'Ardennen) — бельгийский драматический фильм, снятый Робином Пронтом. Мировая премьера ленты состоялась 14 сентября 2015 года на международном кинофестивале в Торонто. Фильм был выдвинут Бельгией на премию «Оскар» за лучший фильм на иностранном языке.

## Сюжет
Фильм рассказывает о двух братьях, Кеннете и Дэйве, решивших совершить ограбление, которое для них закончилось неудачно — один попал в тюрьму, тогда как другому удалось скрыться. Четыре года спустя Кеннет выходит из тюрьмы, а Дэйв, вставший на путь исправления и пытающийся помочь брату, не знает как сказать ему, что спит с его подругой Сильвией.

## В ролях
- Кевин Янссенс — Кеннет
- Йерун Персеваль — Дэйв
- Верле Батенс — Сильвия
- Ян Бейвут — Стеф
- Вивиан де Мюйнк — Мариетт
- Сэм Лаувейк — Джойс
- Питер Ван ден Бегин — Роберт
- Эрик Годон — Жерар
- Рашид Эль Газауи — Халид
(в титрах: Рашид «Аппа» Эль Газауи)
- Нико Штурм — Дэнни
- Люк Найенс — модератор группы помощи
- Брит Ван Хуф — Синди
- Увамунгу Корнелис — Крис
(в титрах: Корнелис Мунгу)
- Кэролайн Стас — полицейский
- Жаклин Плюше — полицейский
- Андреас Першевски — бармен
- Жоэль Госсе — клиент бара
- Оливье Бони — человек в полиции
- Хильде Вилс — адвокат
- Доминик Ван Малдер — тюремщик
- Барт де Граау — посетитель в ночном клубе
(в титрах не указан)
- Том Магнус — завсегдатай ночных клубов
(в титрах не указан)
- Моник Ван Оост — сосед Луиса
(в титрах не указана)

## Съёмочная группа
- Главный режиссёр — Робин Пронт
- Продюсеры — Барт Ван Лангендонк, Йерун Бекер (сопродюсер), Питер Букерт (сопродюсер), Эллен Хавенит (сопродюсер), Татьяна Козар (управляющий производством), Ксавьер Ромбо (линейный продюсер)
- Сценаристы — Йерун Персеваль, Робин Пронт
- Оператор — Робрехт Хейварт
- Композитор — Хендрик Виллеминс
- Художники — Герт Паредис, Катрин Ван Бри (по костюмам), Пегги Верстратен (по декорациям)
- Монтажёр — Ален Дессоваж

## Награды
| Год  | Премия              | Номинация                           | Номинатор                           | Итог       |
| ---- | ------------------- | ----------------------------------- | ----------------------------------- | ---------- |
| 2016 | Премия «Спутник»    | Лучший фильм на иностранном языке   | Лучший фильм на иностранном языке   | не победил |
| 2016 | Премия имени Энсора | лучший фильм                        | лучший фильм                        | Победа     |
| 2016 | Премия имени Энсора | Лучший сценарий                     | Робин Пронт и Йерун Персиваль       | Победа     |
| 2016 | Премия имени Энсора | Лучший актёр                        | Кевин Янссенс                       | Победа     |
| 2016 | Премия имени Энсора | Лучший актёр второго плана          | Ян Бейвут                           | Победа     |
| 2016 | Премия имени Энсора | Лучший оператор                     | Робрехт Хейварт                     | Победа     |
| 2016 | Премия имени Энсора | Лучший костюм                       | Катрин Ван Бри                      | Победа     |
| 2016 | Премия имени Энсора | Лучший художник                     | Герт Паредис                        | Победа     |
| 2016 | Премия «Магритт»    | Лучший фламандский совместный фильм | Лучший фламандский совместный фильм | Победа     |